# Violante Larini
Violante Larini, född 1682, död 1741, var en cirkusartist aktiv på de brittiska öarna. Hon var lindansare, aktör, akrobat och teaterdirektör. Hon var mellan 1720 och 1736 en mycket folkligt populär artist. 